# Geistliche Schulaufsicht
Als geistliche Schulaufsicht wird die Aufsicht über das Volksschulwesen durch einen Geistlichen in fachlichen, aber auch in Glaubens- und Sittlichkeitsfragen bezeichnet. Alle Lehrer sind damit fachlich, aber auch hinsichtlich ihres sittlichen und staatsbürgerlich-politischen Verhaltens der Kontrolle der Geistlichkeit unterstellt.
Sie bestand in unterschiedlichen Rechtsformen in allen Territorien des Heiligen Römischen Reichs und dessen Nachfolgestaaten bis ins späte 19. Jahrhundert. Zu ihren Voraussetzungen zählten der Bildungsvorsprung der Geistlichkeit, besonders der Mönche, im frühen Mittelalter, die Verbindlichkeit des kirchlich-konfessionell verfassten Christentums für das gesamte Geistesleben sowie der Umstand, dass alle Schulen zunächst an Klöstern (Klosterschule), Kathedralen (Domschule) oder Pfarrkirchen (Parochialschule) angesiedelt waren und der Unterricht von Ordensangehörigen oder Küstern (Küsterschule) gegeben wurde. Die seit dem Mittelalter aufkommenden privaten Winkelschulen hatten einen schlechten Ruf.
Während die Reformation als Bildungsbewegung die geistliche Schulaufsicht förderte, wobei die Geistlichkeit ihrerseits dem landesherrlichen Kirchenregiment unterstand, leiteten Aufklärung und Kulturkampf den Übergang zur nicht konfessionsgebundenen staatlichen Schulaufsicht ein. Damit einher ging die Professionalisierung des Lehrberufs. Dieser Übergang vollzog sich regional in unterschiedlicher Geschwindigkeit und vielfach unter heftigen Auseinandersetzungen. In Preußen war es das Schulaufsichtsgesetz vom 11. März 1872, durch das der preußische Kultusminister Adalbert Falk auf Veranlassung Bismarcks die kirchliche Schulinspektion im Königreich Preußen aufhob und alle Schulen der staatlichen Aufsicht unterstellte.
Der Übergang zur rein staatlichen Schulaufsicht wurde in Deutschland mit Art. 144 der Weimarer Verfassung von 1919 verfassungsrechtlich vollzogen, wonach das gesamte Schulwesen der Aufsicht des Staates unterstellt und durch „hauptamtlich tätige, fachmännisch vorgebildete Beamte“ ausgeübt wurde. Das gesamte Schulwesen steht auch gemäß Art. 7 Abs. 1 GG unter der Aufsicht des Staates.